# 德讷河
德讷河（法語：Dheune，法語發音：[dœn]）是法国勃艮第-弗朗什-孔泰大区科多尔省与索恩-卢瓦尔省的河流，是索恩河的右支流，长76.5千米。